# Ryan Taylor (Fußballspieler, 1984)
Ryan Anthony Taylor (* 19. August 1984 in Liverpool) ist ein englischer ehemaliger Fußballspieler.

## Karriere
Wigan Athletic verpflichtete Taylor am 13. Juli 2005 für eine unbekannte Ablösesumme von den Tranmere Rovers. Damit überboten sie unter anderem den FC Everton und Norwich City, die ebenfalls Interesse an Taylor gezeigt hatten. Er unterschrieb in Wigan einen Vierjahresvertrag bis 2009.
Ryan Taylor schoss sein erstes Premier-League-Tor am 25. Februar 2007 gegen Newcastle United. Von außerhalb des Strafraums gelang es ihm bei einem Freistoß den Ball in der 40. Minute hinter Newcastles Torhüter Shay Given zu befördern. Wigan gewann dieses Spiel.
2006 brach sich Taylor den 5. Mittelfußknochen beim FA-Cup-Spiel gegen Leeds United. Nach der Genesung brach er sich in seinem ersten Einsatz nach Verletzung das Bein bei einem Spiel für das Reserveteam.
Ende 2007 gelang es Taylor sich unter dem neuen Trainer Steve Bruce mit starken Auftritten wieder in der ersten Mannschaft zu etablieren. Am 26. Dezember 2007 schoss er erneut durch einen Freistoß bei Newcastle United sein zweites Ligator.
Im Februar 2009 verließ Taylor Wigan Athletic und unterschrieb einen Vertrag bis 2013 bei Newcastle United. Diesen verlängerte er später bis zum Jahr 2015, wovon er nach ablaufen des Kontraktes zu Hull City wechselte.